# Боб Мартінес
Роберт «Боб» Мартінес (англ. Robert «Bob» Martinez; нар. 25 грудня 1934, Тампа, Флорида) — американський політик-республіканець, губернатор штату Флорида з 1987 по 1991.

## Життєпис
Здобув ступінь бакалавра в Університеті Тампи (1953) і ступінь магістра в Іллінойському університеті в Урбана-Шампейн (1964). Мартінес працював консультантом з управління, викладав економіку в Університеті Тампи й був виконавчим директором Hillsborough Classroom Teachers Association з 1966 по 1975. У 1974 році Мартінес невдало балотувався на посаду мера Тампи. Він був мером Тампи з 1979 по 1986, до 1983 року був членом Демократичної партії. Директор Управління боротьби з наркотиками під час президентства Джорджа Буша-старшого (1991–1993).